# Dichotomius satanas
Dichotomius satanas är en skalbaggsart som beskrevs av Edgar von Harold 1867. Dichotomius satanas ingår i släktet Dichotomius och familjen bladhorningar. Inga underarter finns listade i Catalogue of Life.